# World Music Network
World Music Network is een Britse onderneming met een website over wereldmuziek en vier platenlabels, die wereldmuziek, blues en jazz uitbrengen. De onderneming werd in 1994 opgericht door het echtpaar Phil Stanton (eerder oprichter van Riverboat Records) en Sandra Alayón-Stanton.

## Website
De website is een portaal naar de wereldmuziek-scene, met nieuws, voorbeschouwingen, wereldmuziek-gidsen en lijsten van de beste albums en video's. Ook houdt het een battle of the bands-wedstrijd.

## Labels
- Op Riverboat Records komen sinds 1989 platen uit van getalenteerde wereldmuziek-musici. Enkele namen: Sambasunda Quintet, Samba Touré, Mory Kanté, Debashish Bhattacharya, Nuru Kane en Sierra Maestra.

- Sinds 1994 werkt World Music Network samen met de uitgevers van de Rough Guide-reisboeken. In dat jaar kwam 'The Rough Guide to World Music' uit, een compilatiealbum als begeleider van het gelijknamige boek, het eerste boek van de uitgever dat niet over reizen ging. Daarna volgden vele tientallen compilatiealbums met muziek uit uiteenlopende landen en regio's, zoals Afghanistan, Ethiopië, Japan en Hongarije. Ook kwamen er Rough Guide-albums over muziekstijlen (waaronder klezmer, Bollywood-muziek, merengue en salsa), van klassieke componisten en jazz- en blues-muzikanten (onder meer van Charlie Patton, Bessie Smith, Leadbelly, Louis Armstrong, Duke Ellington, Billie Holiday, Charlie Parker en Miles Davis).

- De onderneming kwam in 2004 met het label Introducing, waarop niet eerder (in het 'buitenland') verschenen muziek van onbekend muzikaal talent uitkomt. Op het label verscheen onder meer muziek van Etran Finatawa, Invisible System, Daby Balde, Mamane Barka en Hanggai.

- World Music Network heeft ook een tiental albums uitgegeven in de serie Think Global. Deze albums werden uitgebracht om geld in te zamelen voor Amnesty International en Oxfam. De achterliggende doelen: het terugdringen van armoede, de bescherming van mensenrechten en het beschermen van het milieu. Enkele voorbeelden: 'Think Global: Women of Africa' en 'Think Global: West Africa Unwired'.